# Почётный гражданин Нижегородской области
Почётный гражданин Нижегородской области — государственная награда Нижегородской области, является высшей формой поощрения граждан.

## История звания
Звание Почётный гражданин Нижегородской области было учреждено Законодательным собранием Нижегородской области и администрацией Нижегородской области 21 июня 1994 года.

## Основания награждения
Звание присваивается за выдающиеся личные заслуги в общественно-значимой для всей области сфере деятельности, направленной на благо населения области и Российской Федерации. Звание «Почётный гражданин Нижегородской области» является личным пожизненным званием. В исключительных случаях звание может быть присвоено посмертно.
Званием могут быть удостоены:
- граждане Российской Федерации;
- иностранные граждане;
- лица с двойным гражданством.

Почётное звание не может быть присвоено:
- повторно одному и тому же лицу;
- лицу, имеющему неснятую или непогашенную судимость.

## Порядок и процедура присвоения звания
Присвоение Почётного звания осуществляется Законодательным собранием Нижегородской области. Ходатайства о присвоении Почётного звания рассматриваются комиссией по представлению к почётным званиям Нижегородской области по мере их поступления в Законодательное собрание Нижегородской области по каждой кандидатуре отдельно при наличии заключения Губернатора. На основании решения комиссии Законодательное собранием большинством голосов от установленного числа депутатов принимает решение о присвоении Почётного звания, которое оформляеться постановлением Законодательного собрания.

## Порядок награждения
Лицу, удостоенному Почётного звания, вручается памятная медаль, диплом и выдается удостоверение. Диплом и удостоверение подписываются Губернатором и Председателем Законодательного собрания. Подписи заверяются гербовыми печатями Правительства Нижегородской области и Законодательного Собрания Нижегородской области.
Имена Почётных граждан Нижегородской области в хронологическом порядке заносятся в Книгу Почета и Книгу Памяти Нижегородской области. Внесение соответствующих записей осуществляется аппаратом Правительства Нижегородской области.
Вручение медали, диплома и удостоверения лицам, удостоенным Почётного звания, производится на заседании Законодательного собрания в торжественной обстановке с приглашением представителей средств массовой информации и инициаторов ходатайства о присвоении Почётного звания. В случае смерти лица, которому не были вручены указанные атрибуты при жизни, а также при посмертном присвоении Почётного звания они передаются его наследникам без права ношения.

## Статус и права почётного гражданина
Лица, удостоенные Почётного звания, имеют право на:
- участие в заседаниях Законодательного собрания с правом совещательного голоса;
- безотлагательный прием Губернатором , Председателем Законодательного собрания, руководителями министерств и иных органов исполнительной власти области, главами администраций муниципальных образований Нижегородской области.

Лицам, удостоенным Почётного звания, на территории области предоставляются следующие меры социальной поддержки:
- ежегодная оплата органами социальной защиты населения путевки в санаторий, находящийся на территории области, а вместо неиспользованной путевки - выплата компенсации её средней стоимости;
- ежемесячная денежная выплата в размере трех тысяч рублей;
- ежемесячная денежная компенсация (если они проживают на территории области) за жилое помещение и коммунальные услуги, кроме платы за электроснабжение и платы за твердое топливо (при наличии печного отопления), с учётом нетрудоспособных членов семей, совместно с ними проживающих; освобождение от платы за электроснабжение с учётом нетрудоспособных членов семей, совместно с ними проживающих; денежная компенсация платы от стоимости твердого топлива, приобретенного в пределах норм, установленных для продажи населению (при наличии печного отопления).
- внеочередная госпитализация по медицинским показаниям.

## Почётные граждане Нижегородской области
| № п/п | Фото | Фамилия, имя, отчество                     | Должность на момент присвоения звания | Дата, номер Постановления Законодательного собрания Нижегородской области |
| ----- | ---- | ------------------------------------------ | --- | ------------------------------------------------------------------------- |
| 1     |      | Судобин Григорий Николаевич                | советник председателя правления АО "Нефтегазстрой" | 13.12.1994 г. № 144/212                                                   |
| 2     |      | Вагин Михаил Григорьевич                   | пенсионер, Герой Социалистического Труда | 30.05.1995 г. № 81/93                                                     |
| 3     |      | Гусман Израиль Борисович                   | профессор Нижегородской государственной консерватории им.Глинки | 23.07.1996 г. № 152/220                                                   |
| 4     |      | Ростропович Мстислав Леопольдович          | дирижер, музыкально-общественный деятель | 23.07.1996 г. № 152/221                                                   |
| 5     |      | Кваша Николай Иосифович                    | генеральный директор – генеральный конструктор АО "ЦКБ "Лазурит" | 19.11.1996 г. № 227/301                                                   |
| 6     |      | Эльберт Генрих Когосович                   | президент ОАО "Линдовская птицефабрика – племенной завод" | 25.03.1997 г. № 46/76                                                     |
| 7     |      | Мохов Борис Иванович                       | директор департамента по труду и социальной защите населения администрации Нижегородской области | 18.11.1997 г. № 290/332                                                   |
| 8     |      | Трутнев Юрий Алексеевич                    | первый заместитель научного руководителя РФЯЦ-ВНИИЭФ | 16.12.1997 г. № 322/358                                                   |
| 9     |      | Калошин Егор Леонтьевич                    | председатель Правления ЗАО "Акционерный инвестиционно-коммерческий промышленно-строительный банк по Нижегородской области" | 29.12.1997 г. № 331/373                                                   |
| 10    |      | Пешков Алексей Максимович (Максим Горький) | писатель, общественный деятель | 28.03.1998 г. № 94/92                                                     |
| 11    |      | Бурдиков Михаил Геннадьевич                | директор спортивно-оздоровительного гостиничного комплекса "Всемирная Академия Самбо" ОАО "НОРСИ" | 24.04.1998 г. № 21/120                                                    |
| 12    |      | Палагин Виктор Васильевич                  | бывший директор Борского завода судового и портового оборудования "Теплоход" | 24.11.1998 г. № 224/305                                                   |
| 13    |      | Лузянин Владимир Ильич                     | президент ассоциации промышленников и предпринимателей Нижегородской области | 30.03.1999 г. № 88/86                                                     |
| 14    |      | Королев Борис Алексеевич                   | профессор кафедры госпитальной хирургии Нижегородской государственной медицинской академии | 28.12.1999 г. № 380/362                                                   |
| 15    |      | Обухов Олег Александрович                  | главный врач Нижегородской областной клинической больницы им.Н.А.Семашко | 28.12.1999 г. № 380/362                                                   |
| 16    |      | Пугин Николай Андреевич                    | президент ОАО "ГАЗ" | 28.12.1999 г. № 380/362                                                   |
| 17    |      | Соколов Александр Александрович            | председатель совета директоров ОАО "Хлебокомбинат Печерский" | 28.12.1999 г. № 380/362                                                   |
| 18    |      | Треушников Михаил Иванович                 | бывший председатель колхоза им.Куйбышева Городецкого района | 28.12.1999 г. № 380/362                                                   |
| 19    |      | Бессараб Владимир Владимирович             | генеральный директор ВАО «Нижегородская ярмарка», депутат Законодательного Собрания Нижегородской области | 28.12.2000 г. № 443/329                                                   |
| 20    |      | Савенков Иван Васильевич                   | председатель Нижегородской областной организации Всероссийского общества инвалидов, Почётный член Российской академии транспорта | 28.12.2000 г. № 443/329                                                   |
| 21    |      | Самарин Александр Михайлович               | главный врач Дзержинского госпиталя ветеранов войн, заслуженный врач Российской Федерации | 28.12.2000 г. № 443/329                                                   |
| 22    |      | Цирульников Александр Маркович             | редактор телевидения Нижегородской объединённой ГТРК, заслуженный работник культуры Российской Федерации | 28.12.2000 г. № 443/329                                                   |
| 23    |      | Шишова Людмила Николаевна                  | директор спортивно-оздоровительного лагеря "Фора", олимпийская чемпионка, заслуженный мастер спорта СССР | 28.12.2000 г. № 443/329                                                   |
| 24    |      | Адрианов Юрий Андреевич                    | заслуженный работник культуры Российской Федерации, член Союза писателей России, поэт и прозаик | 11.04.2002 г. № 8-III/86                                                  |
| 25    |      | Азолов Вадим Владимирович                  | заслуженный деятель науки России, директор Нижегородского научно-исследовательского института травматологии и ортопедии | 11.04.2002 г. № 8-III/86                                                  |
| 26    |      | Сибирев Петр Иванович                      | генерал-майор милиции в отставке | 11.04.2002 г. № 8-III/86                                                  |
| 27    |      | Фокин Юрий Ефимович                        | заслуженный тренер России, президент – главный тренер хоккейной команды "Старт" | 11.04.2002 г. № 8-III/86                                                  |
| 28    |      | Вишневская Галина Павловна                 | народная артистка СССР, учредитель Нижегородского регионального общественного фонда "Вишневской – Ростроповича" | 13.06.2002 г. № 75-III/129                                                |
| 29    |      | Потапов Виталий Антонович                  | генерал-лейтенант милиции в отставке | 23.01.2003 г. № 355-III/25                                                |
| 30    |      | Белоусов Евгений Леонидович                | заслуженный деятель науки Российской Федерации, доктор технических наук, генеральный директор федерального государственного унитарного предприятия "Полет" | 23.01.2003 г. № 355-III/25                                                |
| 31    |      | Лазарев Константин Дмитриевич              | Герой Социалистического Труда, бывший председатель колхоза "Власть советов" Шатковского района | 23.01.2003 г. № 355-III/25                                                |
| 32    |      | Марченков Юрий Александрович               | заслуженный деятель науки Российской Федерации, доктор экономических наук, ректор Нижегородского регионального института управления и экономики агропромышленного комплекса | 23.01.2003 г. № 355-III/25                                                |
| 33    |      | Угодчиков Андрей Григорьевич               | заслуженный деятель науки Российской Федерации, доктор технических наук, бывший ректор Горьковского университета им.Н.И.Лобачевского | 23.01.2003 г. № 355-III/25                                                |
| 34    |      | Люлин Владимир Федорович                   | генеральный директор открытого акционерного общества "ВолгаТелеком" | 25.09.2003 г. № 629-III                                                   |
| 35    |      | Макиевский Алексей Михайлович              | бывший первый заместитель председателя исполкома областного Совета народных депутатов Нижегородской области | 25.09.2003 г. № 629-III                                                   |
| 36    |      | Кузьмичев Иван Кириллович                  | заслуженный деятель науки Российской Федерации, доктор филологических наук, член Союза писателей России, профессор кафедры русской литературы XX века Нижегородского государственного университета им.Н.И.Лобачевского                                                                         | 29.01.2004 г. № 820-III                                                   |
| 37    |      | Москаленко Валерий Васильевич              | лауреат Государственной премии СССР, генеральный директор федерального государственного унитарного предприятия "Нижегородский научно-исследовательский институт радиотехники" | 29.01.2004 г. № 820-III                                                   |
| 38    |      | Мочалин Николай Михайлович                 | заслуженный работник культуры Российской Федерации, член Союза художников Российской Федерации, Почётный гражданин Чкаловского района Нижегородской области | 29.01.2004 г. № 820-III                                                   |
| 39    |      | Мустафин Анвяр Сафинович                   | заслуженный врач Российской Федерации, главный врач Уразовской центральной районной больницы Краснооктябрьского района Нижегородской области | 29.01.2004 г. № 820-III                                                   |
| 40    |      | Ненашев Евгений Николаевич                 | председатель правления областной общественной организации "Защита потребителя", депутат трех созывов представительного и законодательного органов власти Нижегородской области | 29.01.2004 г. № 820-III                                                   |
| 41    |      | Аристархов Дмитрий Аврамович               | Герой Советского Союза | 22.04.2004 г. № 906-III                                                   |
| 42    |      | Захаров Алексей Никанорович                | Герой Советского Союза | 22.04.2004 г. № 906-III                                                   |
| 43    |      | Клочков Владимир Васильевич                | Герой Советского Союза | 22.04.2004 г. № 906-III                                                   |
| 44    |      | Крайнов Степан Матвеевич                   | Герой Советского Союза | 22.04.2004 г. № 906-III                                                   |
| 45    |      | Константинов Сергей Иванович               | кавалер ордена Славы трех степеней | 22.04.2004 г. № 906-III                                                   |
| 46    |      | Кузнецов Александр Михайлович              | Герой Советского Союза | 22.04.2004 г. № 906-III                                                   |
| 47    |      | Мамутин Борис Яковлевич                    | Герой Советского Союза | 22.04.2004 г. № 906-III                                                   |
| 48    |      | Медведкин Валентин Михайлович              | кавалер ордена Славы трех степеней | 22.04.2004 г. № 906-III                                                   |
| 49    |      | Миненко Леонид Иванович                    | Герой Советского Союза | 22.04.2004 г. № 906-III                                                   |
| 50    |      | Садовский Юрий Владимирович                | Герой Советского Союза | 22.04.2004 г. № 906-III                                                   |
| 51    |      | Чернов Иван Никифорович                    | Герой Советского Союза | 22.04.2004 г. № 906-III                                                   |
| 52    |      | Видяев Борис Павлович                      | генеральный директор с 1986 по 1996 год открытого акционерного общества "ГАЗ", заслуженный автозаводец, заслуженный работник промышленности СССР | 27.01.2005 г. № 1291-III                                                  |
| 53    |      | Герлецкий Юрий Вячеславович                | депутат, заместитель председателя комитета по социальным вопросам Законодательного Собрания области | 27.01.2005 г. № 1291-III                                                  |
| 54    |      | Каликин Владимир Павлович                  | генеральный директор с 1983 по 1994 год открытого акционерного общества "Заволжский моторный завод", заслуженный машиностроитель Российской Федерации | 27.01.2005 г. № 1291-III                                                  |
| 55    |      | Помолов Владимир Михайлович                | генеральный директор с 1985 по 1998 год открытого акционерного общества "Нижегородский авиастроительный завод "Сокол", лауреат Государственной премии СССР, Почётный авиастроитель | 27.01.2005 г. № 1291-III                                                  |
| 56    |      | Христораднов Юрий Николаевич               | советник Губернатора Нижегородской области, первый секретарь Нижегородского областного и городского комитета КПСС (1968–1988 годы) | 27.01.2005 г. № 1291-III                                                  |
| 57    |      | Щёголев Лев Иванович                       | генеральный директор с 1988 по 1998 год предприятия «Волготрансгаз», заслуженный работник нефтяной и газовой промышленности Российской Федерации | 27.01.2005 г. № 1291-III                                                  |
| 58    |      | Бабаев Владимир Константинович             | заслуженный деятель науки Российской Федерации, доктор юридических наук, профессор, ректор Нижегородской правовой академии | 22.12.2005 г. № 1792-III                                                  |
| 59    |      | Белик Надежда Николаевна                   | заслуженный работник культуры Российской Федерации, директор Дворца детского творчества имени В.П.Чкалова с 1970 по 2000 год | 22.12.2005 г. № 1792-III                                                  |
| 60    |      | Пужак Вадим Андреевич                      | ветеран труда, заместитель председателя и председатель Нижегородского областного объединения организаций профсоюзов "Облсовпроф" с 1995 по 2005 год | 22.12.2005 г. № 1792-III                                                  |
| 61    |      | Старцев Юрий Павлович                      | почётный гражданин города Арзамаса, генеральный директор открытого акционерного общества "Арзамасский приборостроительный завод" | 22.12.2005 г. № 1792-III                                                  |
| 62    |      | Батырев Александр Васильевич               | генеральный директор федерального казенного предприятия "Завод имени Я.М.Свердлова" | 19.12.2006 г. № 349-IV                                                    |
| 63    |      | Литвак Александр Григорьевич               | директор Института прикладной физики Российской академии наук, академик Российской академии наук, лауреат Государственной премии СССР | 19.12.2006 г. № 349-IV                                                    |
| 64    |      | Макаров Валерий Николаевич                 | директор закрытого акционерного общества "Нива" Лысковского района, заслуженный работник сельского хозяйства Российской Федерации | 19.12.2006 г. № 349-IV                                                    |
| 65    |      | Пахомов Александр Иванович                 | председатель совета ветеранов войны и труда ветеран труда | 19.12.2006 г. № 349-IV                                                    |
| 66    |      | Шкарин Вячеслав Васильевич                 | ректор Нижегородской государственной медицинской академии, заслуженный деятель науки Российской Федерации, заслуженный врач Российской Федерации | 19.12.2006 г. № 349-IV                                                    |
| 67    |      | Сторожко, Илларион Григорьевич             | ветеран войны и труда, лауреат Государственной премии СССР, заслуженный автозаводец | 21.07.2007 г. № 596-IV                                                    |
| 68    |      | Дудкин Анатолий Петрович                   | глава местного самоуправления Пильнинского района, почётный гражданин Пильнинского района | 27.09.2007 г. № 724-IV                                                    |
| 69    |      | Илькаев Радий Иванович                     | директор ФГУП "Российский федеральный ядерный центр – Всероссийский научно-исследовательский институт экспериментальной физики" Федерального агентства по атомной энергии, академик Российской академии наук, заслуженный деятель науки Российской Федерации, почётный гражданин города Сарова | 27.09.2007 г. № 724-IV                                                    |
| 70    |      | Видонов Леонид Георгиевич                  | председатель совета ветеранов прокуратуры Нижегородской области, заслуженный юрист России, кандидат юридических наук | 22.11.2007 г. № 795-IV                                                    |
| 71    |      | Коротков Николай Васильевич                | генеральный директор закрытого акционерного общества "Хохломская роспись", заслуженный работник культуры России | 22.11.2007 г. № 795-IV                                                    |
| 72    |      | Батенков Владимир Александрович            | генеральный директор открытого акционерного общества "Транспневматика" | 25.11.2008 г. № 1285-IV                                                   |
| 73    |      | Поляков Николай Федорович                  | руководитель Управления Федеральной налоговой службы по Нижегородской области | 25.11.2008 г. № 1285-IV                                                   |
| 74    |      | Шкилёв Николай Павлович                    | директор подсобного хозяйства «Пушкинское» — филиала общества с ограниченной ответственностью «Волготрансгаз» | 25.11.2008 г. № 1285-IV                                                   |
| 75    |      | Карпочев Виктор Александрович              | председатель Правления региональной общественной организации "Нижегородское землячество" (г.Москва) | 30.07.2009 г. № 1604-IV                                                   |
| 76    |      | Кирилюк Юрий Емельянович                   | председатель Нижегородского областного Совета ветеранов (пенсионеров) войны, труда, Вооруженных сил и правоохранительных органов | 30.07.2009 г. № 1604-IV                                                   |
| 77    |      | Костюков Валентин Ефимович                 | директор федерального государственного унитарного предприятия "Российский федеральный ядерный центр – Всероссийский научно-исследовательский институт экспериментальной физики" | 30.07.2009 г. № 1604-IV                                                   |
| 78    |      | Познанский Александр Давидович             | член Правления Нижегородского отделения Общероссийской общественной организации "Союз театральных деятелей Российской Федерации (Всероссийское театральное общество)", народный артист России                                                                                                  | 30.07.2009 г. № 1604-IV                                                   |
| 79    |      | Спицин Александр Федорович                 | Начальник Главного управления Центрального банка Российской Федерации по Нижегородской области | 28.10.2010 г. № 2246-IV                                                   |
| 80    |      | Исайчев Владимир Николаевич                | Заместитель Председателя Высшего Арбитражного Суда Российской Федерации, председатель Всероссийского общественного движения "Возвращение к истокам", секретарь Правления Союза писателей России                                                                                                | 27.10.2011 г. № N 265-V                                                   |
| 81    |      | Булдынская Людмила Исмаиловна              | заведующая отделением реанимации и интенсивной терапии, врач анестезиолог-реаниматолог государственного бюджетного учреждения здравоохранения Нижегородской области "Детская городская клиническая больница №1 Приокского района г. Нижнего Новгорода"                                         | 25.10.2012 г. № N 672-V                                                   |
| 82    |      | Коноваленко Виктор Сергеевич               | вратарь сборной СССР и горьковской хоккейной команды "Торпедо" (1956 - 1972), заслуженный мастер спорта СССР, двукратный Олимпийский чемпион, многократный чемпион мира и Европы | 25.10.2012 г. № N 672-V                                                   |
| 83    |      | Цыбанев Валерий Николаевич                 | генеральный директор Нижегородской Ассоциации промышленников и предпринимателей | 25.10.2012 г. № N 672-V                                                   |
| 84    |      | Петров Евгений Николаевич                  | Директор Нижегородского губернского оркестра, заслуженный артист России |                                                                           |